# 솔로몬 왕의 보물 (2004년 영화)
《솔로몬 왕의 보물》(King Solomon's Mines)은 미국에서 제작된 스티브 보이엄 감독의 2004년 액션, 모험 영화이다. 패트릭 스웨이지 등이 주연으로 출연하였고 러셀 D. 마코위츠 등이 제작에 참여하였다.

## 출연

### 주연
- 패트릭 스웨이지
- 앨리슨 두디

### 조연
- 로이 마즈든
- 존 스탠딩
- 개빈 후드
- 지데데 오뉼로
- 이안 로버츠
- 닉 보레인
- 하킴 캐 카짐
- 레세디 모고아슬
- 랭글리 커크우드
- 모른 비저
- 로버트 화이트헤드
- 로널드 프랑스
- 더글러스 브리스토
- 린 화이트
- 데이빗 셔우드
- 제팬 므뎀부
- 마이클 리처드
- 대니 케오이

## 기타
- 원작자: H. 라이더 해거드
- 라인프로듀서: 그레이그 버클
- 미술: 톰 핸냄
- 의상: 다이아나 실리어스
- 배역: 질리언 하우저
- 배역: 매튜 레샐